# San Marino RTV
San Marino RTV ist die öffentlich-rechtliche Rundfunkanstalt des Zwergstaates San Marino. Ihr vollständiger Name lautet: „Radiotelevisione della Repubblica di San Marino“ (Radio und Fernsehen der Republik San Marino).
San Marino RTV wurde im Jahre 1991 dank eines Grundkapitals der Ente per la Radiodiffusione Sammarinese (ERAS, Anstalt für den San-Marinesischen Rundfunk) und der italienischen öffentlich-rechtlichen RAI gegründet. Beide nahmen mit 50 % des Kapitals teil. San Marino RTV sendet in italienischer Sprache, der Amtssprache San Marinos.

## Geschichte
Am 27. Dezember 1992 begann der Versuchsbetrieb für ein Hörfunkprogramm von Radio San Marino RTV, das ab dem 25. Oktober 1993 in den regulären Betrieb ging. Ein Fernsehprogramm folgte am 28. Februar 1994, nachdem es zuvor schon ab 24. April 1993 im Testbetrieb gelaufen war. Das Programm begann um 10 Uhr früh, Sendeschluss war um 2 Uhr nachts vorgesehen. Mit den ersten Sendungen begann auch die Arbeit des aktuellen Dienstes. Im Juli 1995 wurde San Marino RTV Mitglied der EBU (Europäische Rundfunkunion); derzeit ist die Anstalt auch Mitglied der Comunità Italofona Radiotelevisiva (Italienischsprachige Rundfunksgemeinschaft).
2008 nahm San Marino erstmals am Eurovision Song Contest in Belgrad teil. Damit konnten im Sendegebiet von San Marino RTV auch Italiener aus Emilia-Romagna, dem südlichen Venetien und den nördlichen Marken den Eurovision Song Contest empfangen. Das Stück Complice von Miodio fand jedoch keinen Anklang beim europäischen Publikum und belegte mit nur 5 Punkten den letzten Platz im Halbfinale. 2009 und 2010 hat San Marino auf eine Teilnahme verzichtet. 2011 entschied man sich nach Italiens Rückkehr zum ESC ebenfalls wieder teilzunehmen. 2014 zog man erstmals ins Finale des Wettbewerbs ein und erreichte Platz 24.

## Radio San Marino RTV
Radio San Marino RTV ist das älteste Hörfunkprogramm in San Marino (das zweitältestes Programm ist das des Privatsenders Radio San Marino auf der UKW-Frequenz 98,8 MHz). Radio San Marino RTV sendet rund um die Uhr. Es ist auf der UKW-Frequenz 102,7 MHz im Gebiet der romagnolischen Adriaküste und über Live-Stream im Internet zu empfangen.

## Radio San Marino Classic
Radio San Marino Classic ist das zweite öffentlich-rechtliche Hörfunkprogramm San Marinos. Es ist seit Juni 2004 auf Sendung und strahlt italienische und internationale Evergreens, die Spiele der san-marinesischen Fußballmeisterschaft sowie die Sitzungen des nationalen Parlaments (Consiglio Grande e Generale) aus.
Radio San Marino Classic ist auf der UKW-Frequenz 103,2 MHz in einem kleinen Gebiet zwischen Pesaro und Cesena zu empfangen. Außerdem gibt es einen Internet-Livestream.

## Fernsehen
San Marino RTV (auch als „San Marino Video“ bezeichnet) sendet rund um die Uhr. Das Programm ist auf Lokalnachrichten, Dokumentarfilme, Kultur- und nationale Sportereignisse spezialisiert. Es sendet auch Fernseh- und Zeichentrickfilme. Der Sender hat einen hohen Werbeanteil – die Werbung wird im Lokalfernsehformat gesendet (Reklame von Geschäften, Unternehmen usw.).

### Sendungen
- A domanda risponde!
- Domenica sport, „Sport am Sonntag“
- Dritto & rovescio
- Forum in aula
- Fuorigioco
- Primo comma
- Rubricario
- Senza parole
- Spazio aperto dossier
- Tele stadio
- Testimoni
- TG Comunità, Magazin über die san-marinesischen Gemeinschaften im Ausland
- TG Ragazzi, Kindernachrichten
- TG San Marino, Nachrichtensendung mit 9 Ausgaben – Hauptausgabe um 19:30 Uhr
- Viale Kennedy, 13

### Frequenzen
San Marino RTV ist in der Republik auf der Frequenz 51 zu empfangen.
Das Fernsehprogramm erreicht in Italien das Gebiet zwischen Venedig, Bologna und Romagna.